# فرامرز سه‌دهی
فرامرز سه‌دهی (زاده ۱۳۴۱) شاعر، نویسنده، فعال ادبی و عضو کانون نویسندگان ایران اهل بهبهان است که تاکنون آثار متعددی از او منتشر شده است.

## زندگی
فرامرز سه‌دهی متولد ۱۳۴۱ در شهر بهبهان استان خوزستان است. او کارمند بازنشسته تعاونی مرغداران شهرستان بهبهان است.

## حرفه
سه‌دهی از اعضای کانون نویسندگان ایران و از شاعران نام آشنای شعر دهه هفتاد ایران است. او در اشعارش از مردم می‌نویسد. اشعار و نوشته‌هایش گاهی عاشقانه است و گاه اجتماعی و سیاسی می‌شود. از میان آثار فرامرز سه‌دهی می‌توان به امسال هم نیامده رفتی، سر بر شانه‌ام بگذار، خاتون بعد از من آدم‌ها را اینطوری می‌نویسند، باران بود همهٔ لیلی‌ها رفته بودند، فرودگاه آه و مرا که می‌بینی یک دقیقه سکوت کن اشاره کرد.
اولین کتابش را در دهه هفتاد به نام «امسال هم نیامده رفتی»  منتشر کرد.

«بگذار برای اولین بار رندی کنم. هنر از مردم عقب افتاده است. شعر و ادبیات از مردم عقب افتاده است. مردم خیلی از ما جلوترند. مردم شکوفه‌های اسفند را می‌فهمند. مردم دست‌های به آسمان دراز شده را می‌فهمند. من و مای شاعر در خوزستان یا در هر کجای این سرزمین دور شده‌ایم از مردم، دور شده‌ایم از اجتماع، از همهمه دست‌ها! شعر و ادبیات، شاعران و ادیبان از مردم خیلی عقب افتاده‌اند!»

—فرامرز سه دهی

## فهرست آثار
- کلمات رستاخیز (۱۴۰۳): این کتاب مجموعه‌ای‌ست مفصل با سیصد و پنجاه و دو صفحه، در سه بخش نقد و بررسی آثار، مصاحبه و گفتگو و گزیده‌ای از شعرهای تازه گرد آمده است.
- تنهایی‌های شماره دار (۱۴۰۲)
- میم (۱۴۰۲)
- عاشقانه ایرانی (۱۴۰۰)
- فرودگاه آه (۱۳۹۹) تقدیر شده در جایزه شعر احمد شاملو[۴]
- هشت کتاب غمگین (۱۳۹۸)
- فنجان شکسته در پاییز فروپاشی (۱۳۹۷)[۵] برنده جایزه ویژه کتاب سال شعر الوند[۶][۷]
- قهوه ای مایل به سیاه (۱۳۹۶)
- سرانگشتان من؛ خنده‌های تو (۱۳۸۷)[۷]
- مرا که می‌بینی یک دقیقه سکوت کن (۱۳۸۶)[۷]
- باران بود همهٔ لیلی‌ها رفته بودند (۱۳۸۵)[۷]
- خاتون بعد از من آدم‌ها را اینطوری می‌نویسند (۱۳۷۸)[۷]
- سر بر شانه ام بگذار (۱۳۷۷)
- امسال هم نیامده رفتی (۱۳۷۵)

## دستاوردها
وی برای کتاب «فنجان شکسته در پاییز فروپاشی» موفق به دریافت جایزه ویژه کتاب سال شعر الوند شد. همچنین اثر فرودگاه آه در جایزه شعر احمد شاملو مورد تقدیر قرار گرفت. کتاب فرودگاه آه، مجموعه اشعار سپید با مضامین عاشقانه و اجتماعی است.

## بازداشت
سه‌دهی ۲۰ دی ماه به دست نیروهای امنیتی در خانه‌اش در شهر بهبهان بازداشت و تلفن همراه و کتاب‌هایش ضبط شد. ٰفرامرز سه‌دهی بر اساس گزارش کانون نویسندگان، به «تبلیغ علیه نظام و توهین به علی خامنه‌ای و مقدسات اسلام» متهم شده است. وی پس از تفهیم اتهام در دادسرای عمومی و انقلاب شهرستان بهبهان، با تودیع قرار وثیقه ۸۰۰ میلیون تومانی، موقتاً آزاد شد.
پیش از این نیز به دلیل فعالیت‌هایش در فضای مجازی و عضویت در کانون نویسندگان، با پرونده‌سازی دستگاه‌های امنیتی و اتهام‌هایی از جمله «اقدام علیه امنیت ملی از طریق طبع و نشر کتاب» و «عضویت در گروه معاند و غیرقانونی کانون نویسندگان ایران»، مواجه شده بود.